# Turbine Halle
Turbine Halle (celým názvem: Turbine Halle e.V.) je německý fotbalový klub, který sídlí v sasko-anhaltském městě Halle. Založen byl v roce 1950 pod názvem BSG Turbine Halle. Svůj současný název nese od roku 1995. Od sezóny 2008/09 působí v Landesklasse Sachsen-Anhalt, osmé německé nejvyšší fotbalové soutěži. Své domácí zápasy odehrává na stadionu Sportanlage Felsen s kapacitou 1 000 diváků. Klubové barvy jsou tmavě modrá a bílá.
Turbine má na svém kontě dva mistrovské tituly ve východoněmecké Oberlize.

## Historie
Po ukončení druhé světové války byla všechna dřívější sportovní sdružení v sovětské okupační zóně zrušena, což po sportovní stránce citelně poznamenalo většinu pozdějších východoněmeckých měst. Fotbal v Halle před prohranou válkou reprezentovalo více předních klubů, nejúspěšnější z nich byl FC Wacker Halle (dvojnásobný mistr středoněmeckého mistrovství).
V roce 1946 byla na území města zakládaná nová sportovní sdružení, předchůdce dnešního Turbine lze hledat v klubu SG Halle-Glaucha. Tento klub byl také pod názvy Freiimfelde a Union nejúspěšnějším mužstvem sovětské okupační zóny, v jejímž mistrovství došel dvakrát do finále (vicemistr v roce 1948 a mistr v roce 1949). V roce 1950 bylo mužstvo přetransformováno v BSG Turbine Halle. Pod tímto názvem dosáhl ještě na jeden mistrovský titul a to v sezóně 1951/52. V roce 1954 proběhla nucená integrace celého fotbalového oddílu do nově založeného Chemie Halle-Leuna (předchůdce HFC). Chemie se pro sezónu 1954/55 stalo účastníkem nejvyšší soutěže, zatímco Turbine se muselo spokojit s místem v Bezirkslize Halle (třetí nejvyšší soutěž v NDR).

## Historické názvy
Zdroj: 
Union
- 1946 – SG Halle-Glaucha (Sportgemeinschaft Halle-Glaucha)
- 1948 – SG Freiimfelde Halle (Sportgemeinschaft Freiimfelde Halle)
- 1949 – fúze s ZSG der VEB Halle ⇒ název nezměněn
- 1949 – fúze s BSG KWU Halle ⇒ ZSG Union Halle (Zentrale Sportgemeinschaft Union Halle)
- 1950 – zánik

Turbine
- 1950 – BSG Turbine Halle (Betriebssportgemeinschaft Turbine Halle)
- 1954 – převedení A-mužstva do SC Chemie Halle-Leuna ⇒ název nezměněn
- 1964 – fúze s HSG Wissenschaft Halle ⇒ název nezměněn
- 1990 – UTSV Turbine Halle
- 1995 – Turbine Halle

## Získané trofeje
Zdroj: 
- DDR-Oberliga ( 2× )
  - 1949, 1951/52

## Umístění v jednotlivých sezonách

### ZSG Union Halle (1946 – 1950)
Stručný přehled
Zdroj: 
- 1948–1949: Landesklasse Sachsen-Anhalt/Süd
- 1949–1950: DDR-Oberliga

Jednotlivé ročníky
Zdroj: 
Legenda: Z – zápasy, V – výhry, R – remízy, P – porážky, VG – vstřelené góly, OG – obdržené góly, +/- – rozdíl skóre, B – body, zlaté podbarvení – 1. místo, stříbrné podbarvení – 2. místo, bronzové podbarvení – 3. místo, červené podbarvení – sestup, zelené podbarvení – postup, fialové podbarvení – reorganizace, změna skupiny či soutěže
| Sovětská okupační zóna (1948 – 1949) |                                 |        |    |    |   |   |    |    |     |    |        |
| Sezóny                               | Liga                            | Úroveň | Z  | V  | R | P | VG | OG | +/- | B  | Pozice |
| 1948/49                              | Landesklasse Sachsen-Anhalt/Süd | 1      | …  | …  | … | … | 28 | 8  | +20 | 57 | 1.     |
| Východní Německo (1949 – 1950)       |                                 |        |    |    |   |   |    |    |     |    |        |
| Sezóny                               | Liga                            | Úroveň | Z  | V  | R | P | VG | OG | +/- | B  | Pozice |
| 1949/50                              | DDR-Oberliga                    | 1      | 26 | 13 | 5 | 8 | 56 | 38 | +18 | 31 | 5.     |

Poznámky
- 1947/48: SG Freiimfelde se jako reprezentant Saska-Anhaltska zúčastnil fotbalového mistrovství sovětské okupační zóny. Zde klub došel až do finále, kde podlehl klubu SG Planitz poměrem 0:1.
- 1948/49: ZSG Union ve finále zvítězil nad SG Blau Weiß Stendal poměrem 2:0 a zajistil si tak další účast v konečném fotbalovém mistrovství sovětské okupační zóny. Zde klub došel až do finále, kde porazil klub SG Fortuna Erfurt poměrem 4:1.

### Turbine Halle (1950 – )
Stručný přehled
Zdroj: 
- 1950–1954: DDR-Oberliga
- 1954–1963: Bezirksliga Halle
- 1964–1966: Bezirksliga Halle – sk. 2
- 1966–1969: Bezirksliga Halle
- 1971–1980: Bezirksliga Halle
- 1981–1982: Bezirksliga Halle
- 1983–1984: Bezirksliga Halle
- 1985–1986: Bezirksliga Halle
- 1992–1993: Stadtoberliga Halle
- 2003–2005: Kreisliga Halle
- 2005–2008: Stadtliga Halle
- 2008–2009: Stadtoberliga Halle
- 2009–2012: Landesklasse Sachsen-Anhalt – sk. 4
- 2012–2014: Landesklasse Sachsen-Anhalt – sk. 6
- 2014–2018: Landesklasse Sachsen-Anhalt – sk. 4
- 2018– : Landesklasse Sachsen-Anhalt – sk. 6

Jednotlivé ročníky
Zdroj: 
Legenda: Z – zápasy, V – výhry, R – remízy, P – porážky, VG – vstřelené góly, OG – obdržené góly, +/- – rozdíl skóre, B – body, zlaté podbarvení – 1. místo, stříbrné podbarvení – 2. místo, bronzové podbarvení – 3. místo, červené podbarvení – sestup, zelené podbarvení – postup, fialové podbarvení – reorganizace, změna skupiny či soutěže
| Východní Německo (1950 – 1991) |                                     |        |    |    |    |    |    |    |     |    |        |
| Sezóny                         | Liga                                | Úroveň | Z  | V  | R  | P  | VG | OG | +/- | B  | Pozice |
| 1950/51                        | DDR-Oberliga                        | 1      | 34 | 16 | 8  | 10 | 74 | 50 | +24 | 40 | 6.     |
| 1951/52                        | DDR-Oberliga                        | 1      | 36 | 21 | 11 | 4  | 80 | 42 | +38 | 53 | 1.     |
| 1952/53                        | DDR-Oberliga                        | 1      | 32 | 12 | 7  | 13 | 51 | 44 | +7  | 31 | 13.    |
| 1953/54                        | DDR-Oberliga                        | 1      | 28 | 11 | 6  | 11 | 30 | 30 | 0   | 28 | 8.     |
| 1954/55                        | Bezirksliga Halle                   | 3      | 24 | …  | …  | …  | 36 | 46 | -10 | 18 | 9.     |
| 1956                           | Bezirksliga Halle                   | 4      | 24 | …  | …  | …  | 52 | 47 | +5  | 26 | 6.     |
| 1957                           | Bezirksliga Halle                   | 4      | 26 | …  | …  | …  | 34 | 39 | -5  | 23 | 11.    |
| 1958                           | Bezirksliga Halle                   | 4      | 26 | …  | …  | …  | 31 | 29 | +2  | 27 | 6.     |
| 1959                           | Bezirksliga Halle                   | 4      | 26 | …  | …  | …  | 28 | 35 | -7  | 21 | 12.    |
| 1960                           | Bezirksliga Halle                   | 4      | 26 | …  | …  | …  | 31 | 31 | 0   | 26 | 8.     |
| 1961/62                        | Bezirksliga Halle                   | 4      | 39 | …  | …  | …  | 49 | 56 | -7  | 37 | 9.     |
| 1962/63                        | Bezirksliga Halle                   | 4      | 26 | …  | …  | …  | 20 | 38 | -18 | 23 | 13.    |
| …                              |                                     |        |    |    |    |    |    |    |     |    |        |
| 1964/65                        | Bezirksliga Halle – sk. 2           | 3      | 28 | …  | …  | …  | 45 | 33 | +12 | 32 | 3.     |
| 1965/66                        | Bezirksliga Halle – sk. 2           | 3      | 24 | …  | …  | …  | 36 | 25 | +11 | 27 | 3.     |
| 1966/67                        | Bezirksliga Halle                   | 3      | 38 | …  | …  | …  | 38 | 54 | -16 | 32 | 16.    |
| 1967/68                        | Bezirksliga Halle                   | 3      | 34 | …  | …  | …  | 44 | 57 | -13 | 35 | 8.     |
| 1968/69                        | Bezirksliga Halle                   | 3      | 32 | …  | …  | …  | 29 | 56 | -27 | 19 | 16.    |
| …                              |                                     |        |    |    |    |    |    |    |     |    |        |
| 1971/72                        | Bezirksliga Halle                   | 3      | 28 | …  | …  | …  | 48 | 23 | +25 | 39 | 2.     |
| 1972/73                        | Bezirksliga Halle                   | 3      | 28 | …  | …  | …  | 47 | 33 | +14 | 33 | 3.     |
| 1973/74                        | Bezirksliga Halle                   | 3      | 30 | …  | …  | …  | 48 | 38 | +10 | 35 | 4.     |
| 1974/75                        | Bezirksliga Halle                   | 3      | 30 | …  | …  | …  | 53 | 59 | -6  | 31 | 8.     |
| 1975/76                        | Bezirksliga Halle                   | 3      | 28 | …  | …  | …  | 44 | 45 | -1  | 28 | 7.     |
| 1976/77                        | Bezirksliga Halle                   | 3      | 26 | …  | …  | …  | 36 | 39 | -3  | 20 | 11.    |
| 1977/78                        | Bezirksliga Halle                   | 3      | 30 | …  | …  | …  | 44 | 38 | +6  | 31 | 8.     |
| 1978/79                        | Bezirksliga Halle                   | 3      | 30 | …  | …  | …  | 38 | 51 | -13 | 29 | 11.    |
| 1979/80                        | Bezirksliga Halle                   | 3      | 30 | …  | …  | …  | 40 | 53 | -13 | 23 | 16.    |
| …                              |                                     |        |    |    |    |    |    |    |     |    |        |
| 1981/82                        | Bezirksliga Halle                   | 3      | 28 | …  | …  | …  | 31 | 58 | -27 | 21 | 14.    |
| …                              |                                     |        |    |    |    |    |    |    |     |    |        |
| 1983/84                        | Bezirksliga Halle                   | 3      | 32 | …  | …  | …  | 42 | 64 | -22 | 25 | 15.    |
| …                              |                                     |        |    |    |    |    |    |    |     |    |        |
| 1985/86                        | Bezirksliga Halle                   | 3      | 30 | …  | …  | …  | 39 | 51 | -12 | 21 | 14.    |
| …                              |                                     |        |    |    |    |    |    |    |     |    |        |
| Německo (1991 – )              |                                     |        |    |    |    |    |    |    |     |    |        |
| Sezóny                         | Liga                                | Úroveň | Z  | V  | R  | P  | VG | OG | +/- | B  | Pozice |
| …                              |                                     |        |    |    |    |    |    |    |     |    |        |
| 1992/93                        | Stadtoberliga Halle                 | 7      | …  | …  | …  | …  | …  | …  | …   | …  |        |
| …                              |                                     |        |    |    |    |    |    |    |     |    |        |
| 2003/04                        | Kreisliga Halle                     | 9      | 30 | 11 | 7  | 12 | 57 | 51 | +6  | 40 | 9.     |
| 2004/05                        | Kreisliga Halle                     | 9      | 28 | 16 | 4  | 8  | 55 | 31 | +24 | 52 | 3.     |
| 2005/06                        | Stadtliga Halle                     | 9      | 28 | 18 | 5  | 5  | 69 | 29 | +40 | 59 | 3.     |
| 2006/07                        | Stadtliga Halle                     | 9      | 30 | 21 | 3  | 6  | 80 | 28 | +52 | 66 | 2.     |
| 2007/08                        | Stadtliga Halle                     | 9      | 30 | 24 | 4  | 2  | 86 | 21 | +65 | 76 | 2.     |
| 2008/09                        | Stadtoberliga Halle                 | 9      | 30 | 22 | 6  | 2  | 97 | 23 | +74 | 72 | 1.     |
| 2009/10                        | Landesklasse Sachsen-Anhalt – sk. 4 | 8      | 30 | 15 | 7  | 8  | 67 | 51 | +16 | 52 | 3.     |
| 2010/11                        | Landesklasse Sachsen-Anhalt – sk. 4 | 8      | 30 | 12 | 7  | 11 | 50 | 46 | +4  | 43 | 6.     |
| 2011/12                        | Landesklasse Sachsen-Anhalt – sk. 4 | 8      | 28 | 8  | 7  | 13 | 29 | 49 | -20 | 31 | 12.    |
| 2012/13                        | Landesklasse Sachsen-Anhalt – sk. 6 | 8      | 30 | 10 | 5  | 15 | 38 | 52 | -14 | 35 | 13.    |
| 2013/14                        | Landesklasse Sachsen-Anhalt – sk. 6 | 8      | 28 | 7  | 8  | 13 | 36 | 49 | -13 | 29 | 12.    |
| 2014/15                        | Landesklasse Sachsen-Anhalt – sk. 4 | 8      | 30 | 14 | 6  | 10 | 50 | 40 | +10 | 48 | 6.     |
| 2015/16                        | Landesklasse Sachsen-Anhalt – sk. 4 | 8      | 28 | 8  | 9  | 11 | 33 | 36 | -3  | 33 | 9.     |
| 2016/17                        | Landesklasse Sachsen-Anhalt – sk. 4 | 8      | 26 | 10 | 10 | 6  | 40 | 33 | +7  | 40 | 4.     |
| 2017/18                        | Landesklasse Sachsen-Anhalt – sk. 4 | 8      | 28 | 19 | 3  | 6  | 67 | 28 | +39 | 60 | 3.     |
| 2018/19                        | Landesklasse Sachsen-Anhalt – sk. 6 | 8      | 26 |    |    |    |    |    |     |    |        |